# Bergamt Seiffen
Das Bergamt Seiffen war ein Bergamt im Kurfürstentum und Königreich Sachsen. Es befand sich zunächst im Besitz der Herren von Schönberg, war ein sogenanntes Vasallenrevier und das kleinste Bergamt in Sachsen. Es ging später an das Bergamt Marienberg über und 1849 im Bergamt Freiberg auf.

## Geschichte
Die Geschichte des Bergbaus um Seiffen im sächsischen Erzgebirge lässt sich urkundlich bis in die erste Hälfte des 14. Jahrhunderts zurückverfolgen. Seiffen gehörte zur Grundherrschaft Purschenstein, die sich im Besitz der Herren von Schönberg befand.
Für den – später freilich relativ unbedeutenden – Bergbau der Herrschaft Purschenstein unterhielten die Besitzer seit etwa 1600 ein eigenes Bergamt in Seiffen, wobei ein Bergmeister und ein Markscheider, ein Gegen- und Rezessschreiber, ein Geschworener (zugleich Zinnwaagmeister und Eisensteinmesser) und ein Schichtmeister und Zubußbote angestellt waren. Es war nach dem Personalstand und der Wichtigkeit der Gruben das schwächste in Sachsen. Bei Seiffen selbst baute man in zwei großen Bingen am Abhang des im Süden ansteigenden Gebirges, und zwar zwischen Gneis und Quarz, teils derben Zinnstein, teils Zinngraupen, auch manchmal Kupfergrün und derbes graues Kupfererz, davon der Zentner neun und mehrere Lot Silber ab. Vom ehemals viel stärker gewesenen Bergbau auf Zinn und Kupfer (zum Beispiel bei Clausnitz und auf dem Schwartenberg), auf Eisen (besonders im Hirschberger Walde) und auf Kupfer (bei Deutschneudorf) finden sich noch heute viele Spuren im Gelände.